# Godello
Godello ist eine Weißweinsorte aus Spanien und gilt als autochthone Sorte der Region Galicien. Dort wird sie u. a. in den Appellationen Monterrei, Ribeira Sacra, Ribeiro und Valdeorras aber auch in der D.O. Bierzo angebaut. Vor allem in Valdeorras werden daraus in jüngster Zeit häufiger frische und fruchtige Weißweine in einem modernen international anerkannten Stil erzeugt. Dort wurden daher in den 1990er Jahren ca. 160 Hektar neu bestockt.
Oft reinsortig angebaut erbringt der Godello einen blassgelben bis strohgelben, säurebetonten und eher alkoholarmen Wein mit einem zarten Bouquet nach grünen Äpfeln und Aprikose. Im Verschnitt mit den Rebsorten Albarino, Doña Blanca und Trajadura (auch Treixadura genannt) wird sie ebenfalls angeboten.
Siehe auch den Artikel Weinbau in Spanien sowie die Liste von Rebsorten.

## Synonyme
Godello ist auch unter den Namen Agodello, Agodenho, Agudanho, Agudelha, Agudelho, Agudello, Agudelo, Agudenho, Berdello, Godelho, Godendo, Godenho, Ojo de Gallo und Tricadente bekannt.